# San Francisco Rush 2049
 (mars 2020).
Si vous disposez d'ouvrages ou d'articles de référence ou si vous connaissez des sites web de qualité traitant du thème abordé ici, merci de compléter l'article en donnant les références utiles à sa vérifiabilité et en les liant à la section « Notes et références ».
Pour les articles homonymes, voir San Francisco Rush.
San Francisco Rush 2049 est un jeu vidéo de course sorti en 1999 sur arcade et en 2000 sur Nintendo 64, Dreamcast et Game Boy Color. Le jeu a été développé par Atari Games et édité par Midway.
Il fait partie de la série Rush.

## Système de jeu
Dans la vision futuriste de San Francisco Rush 2049, les voitures de course disposent d'ailes leur permettant de se stabiliser après un saut ou d'effectuer des figures aériennes.
Ces ailes servent avant tout à marquer des points dans le mode « cascadeur ».
Il y a également un mode « battle » exclusivement multijoueur, dans lequel les voitures sont équipées d'armes et s'affrontent dans des arènes, à la manière d'un Vigilante 8.
Un mode « parcours d'obstacles » est à débloquer.
La progression se fait en récupérant des pièces d'or et d'argent disséminées dans différents recoins des circuits ou des arènes du mode « cascadeur ».
Trouver ces pièces permet de tout débloquer dans le jeu. Un mode « entraînement » sert à explorer librement chaque circuit dans ce but.
La version Dreamcast fut la seule qui eut un mode en ligne.